# مدالیون از دست رفته: ماجراهای بیلی استون
مدالیون از دست رفته: ماجراهای بیلی استون (به انگلیسی: The Lost Medallion: The Adventures of Billy Stone) یک فیلم ماجراجویانه و فانتزی آمریکایی محصول سال ۲۰۱۳ است. که توسط بیل مویر نوشته شده‌است. بعدها به عنوان کتاب کودک توسط مویر و الکس کندریک منتشر شد. داستان حول بیلی استون (بیلی اونگر) و آلی (سمی هنرتی) به عنوان باستان شناسان آماتور می‌رود که مدالی از دست رفته متعلق به یک پادشاه قبیله باستانی را پیدا می‌کنند.

## بازیگران
- بیلی اونگر … بیلی
- سمی هنرتی … آلی
- جیمز هنگ … فالاکا
- جنسن پانتیر
- الکس کندریک … دانیل اندرسون
- مارک داکاسیوس … شاه کبرا
- ویلیام کورکری … آنویی
- تیا سیرکار